# Калюжненська сільська рада
Калю́жненська сільська́ ра́да — колишній орган місцевого самоврядування в Лебединському районі Сумської області. Адміністративний центр — село Калюжне.

## Загальні відомості
- Населення ради: 787 осіб (станом на 2001 рік)

## Населені пункти
Сільській раді були підпорядковані населені пункти:
- с. Калюжне
- с. Вершина
- с. Гудимівка
- с. Забуги
- с. Корчани
- с. Ляшки
- с. Радчуки
- с. Топчії
- с. Тригуби
- с. Черемухівка

### Колишні населені пункти
- с. Іщенки

## Склад ради
Рада складалася з 12 депутатів та голови.
- Голова ради: Глудик Павло Кузьмич
- Секретар ради: Распутько Олена Валеріївна

### Керівний склад попередніх скликань
| Прізвище, ім'я, по батькові | Основні відомості                                                 | Дата обрання | Дата звільнення |
| --------------------------- | ----------------------------------------------------------------- | ------------ | --------------- |
| Глудик Павло Кузьмич        | Сільський голова, 1959 року народження, освіта вища, безпартійний | 26.03.2006   | 31.10.2010      |
| Глудик Павло Кузьмич        | Сільський голова, 1959 року народження, освіта вища, безпартійний | 31.10.2010   |                 |

Примітка: таблиця складена за даними сайту Верховної Ради України